# Paradoxe du fromage à trous
Le paradoxe du fromage à trous (généralement connu sous l'appellation paradoxe du gruyère bien que ce dernier ne contienne pas de trous,) est un des plus célèbres paradoxes construits selon un syllogisme en A-A-A. Celui-ci met en évidence que l'application sans discernement du syllogisme est source d'aberrations.

## Énoncé
- Plus il y a de fromage, plus il y a de trous ;
- or plus il y a de trous, moins il y a de fromage ;
- donc plus il y a de fromage, moins il y a de fromage.

## Analyse
En réalité, il s'opère ici un subtil glissement sémantique entre les termes moyens des deux prémisses ; ce qui interdit la conclusion. Ce glissement est dû à une différence contextuelle. En effet, pour chaque prémisse, il existe un contexte sous-entendu qui rend possible l'acceptation de la prémisse en tant que vérité. Cependant, ces contextes implicites s'opposent et invalident le syllogisme.
En détail, on peut schématiser la chose en considérant le volume du fromage (emballé, c'est-à-dire trous compris) et la densité du fromage (le rapport matière/volume).
|                      | Termes                 | Termes                  | Contexte                                      |
| -------------------- | ---------------------- | ----------------------- | --------------------------------------------- |
| Prémisse majeure     | majeur                 | moyen                   | - Accroissement du volume - Densité constante |
| Prémisse majeure     | plus il y a de fromage | plus il y a de trous    | - Accroissement du volume - Densité constante |
| Prémisse mineure Or… | moyen                  | mineur                  | - Volume constant - Diminution de la densité  |
| Prémisse mineure Or… | plus il y a de trous   | moins il y a de fromage | - Volume constant - Diminution de la densité  |
| Conclusion Donc…     | mineur                 | majeur                  | Confusion des contextes                       |
| Conclusion Donc…     | plus il y a de fromage | moins il y a de fromage | Confusion des contextes                       |

### Conclusion
Il y a moyen de conclure si l'on adopte le point de vue de la logique mathématique. Il faut alors considérer le contexte en tant qu'axiome. La conclusion est alors un théorème relatif à une axiomatique contenant nécessairement la conjonction des contextes.
Ainsi, on déduit ici que, lorsque volume et densité de fromage sont constants, on a bien « plus il y a de fromage, moins il y a de fromage ». Ce qui peut se réduire à une tautologie : « autant il y a de fromage, autant il y a de fromage ». Ou, ce qui n'est déjà plus un simple syllogisme, « si volume et densité sont constants, la quantité de fromage aussi ».
En définitive, la conclusion doit être considérée invalide plutôt que fausse car les deux occurrences du mot « fromage » sont liées à deux notions distinctes : 
- dans la première (celle de la majeure), les vides font partie du fromage. Le fromage se définit alors par son apparence ;
- dans la seconde (celle de la mineure), le fromage se définit comme une matière, et par là même, exclut le vide.

Ainsi ces deux notions antagonistes ne doivent pas être amalgamées dans une même phrase. Il s'agit là d'une forme sournoise de polysémie.

## Exemples
On retrouve ce paradoxe dans l'exemple suivant :
- plus je gagne de l'argent plus j'ai d'impôt, or plus j'ai d'impôt moins j'ai d'argent, donc plus j'ai d'argent moins j'ai d'argent.